# Championnat d'Angleterre de football 1924-1925
Navigation
Édition précédente Édition suivante
La 33e édition du championnat d'Angleterre de football est remportée par Huddersfield Town. C’est la deuxième victoire consécutive du club. Huddersfield termine le championnat deux points devant West Bromwich Albion.
Le club de Leeds United fait sa première apparition dans le championnat.
Le système de promotion/relégation reste en place: descente et montée automatique, sans matchs de barrage pour les deux derniers de première division et les deux premiers de deuxième division. Preston North End et Nottingham Forest descendent en deuxième division. Ils sont remplacés pour la saison 1925/26 par Manchester United et Leicester City.
Frank Roberts, joueur de Manchester City, avec  31 buts, termine meilleur buteur du championnat. 

## Les clubs de l'édition 1924-1925
| Club                                 | Ville        |
| ------------------------------------ | ------------ |
| Arsenal Football Club                | Londres      |
| Aston Villa Football Club            | Birmingham   |
| Birmingham City Football Club        | Birmingham   |
| Blackburn Rovers Football Club       | Blackburn    |
| Bolton Wanderers Football Club       | Bolton       |
| Burnley Football Club                | Burnley      |
| Bury Football Club                   | Bury         |
| Cardiff City Football Club           | Cardiff      |
| Everton Football Club                | Liverpool    |
| Huddersfield Town Football Club      | Huddersfield |
| Leeds United Football Club           | Leeds        |
| Liverpool Football Club              | Liverpool    |
| Manchester City Football Club        | Manchester   |
| Newcastle United Football Club       | Newcastle    |
| Nottingham Forest Football Club      | Nottingham   |
| Notts County Football Club           | Nottingham   |
| Preston North End Football Club      | Preston      |
| Sheffield United Football Club       | Sheffield    |
| Sunderland Association Football Club | Sunderland   |
| Tottenham Hotspur Football Club      | Londres      |
| West Bromwich Albion Football Club   | Birmingham   |
| West Ham United Football Club        | Londres      |

## Classement
| Rang | Équipe               | Pts | J  | G  | N  | P  | Bp | Bc | Diff |
| ---- | -------------------- | --- | -- | -- | -- | -- | -- | -- | ---- |
| 1    | Huddersfield Town    | 58  | 42 | 21 | 16 | 5  | 69 | 28 | +41  |
| 2    | West Bromwich Albion | 56  | 42 | 23 | 10 | 9  | 58 | 34 | +24  |
| 3    | Bolton Wanderers     | 55  | 42 | 22 | 11 | 9  | 76 | 34 | +42  |
| 4    | Liverpool            | 50  | 42 | 20 | 10 | 12 | 63 | 55 | +8   |
| 5    | Bury                 | 49  | 42 | 17 | 15 | 10 | 54 | 51 | +3   |
| 6    | Newcastle United     | 48  | 42 | 16 | 16 | 10 | 61 | 42 | +19  |
| 7    | Sunderland           | 48  | 42 | 19 | 10 | 13 | 64 | 51 | +13  |
| 8    | Birmingham City      | 46  | 42 | 17 | 12 | 13 | 49 | 53 | -4   |
| 9    | Notts County         | 45  | 42 | 16 | 13 | 13 | 42 | 31 | +11  |
| 10   | Manchester City      | 43  | 42 | 17 | 9  | 16 | 76 | 68 | +8   |
| 11   | Cardiff City         | 43  | 42 | 16 | 11 | 15 | 56 | 51 | +5   |
| 12   | Tottenham Hotspur    | 42  | 42 | 15 | 12 | 15 | 52 | 43 | +9   |
| 13   | West Ham United      | 42  | 42 | 15 | 12 | 15 | 62 | 60 | +2   |
| 14   | Sheffield United     | 39  | 42 | 13 | 13 | 16 | 55 | 63 | -8   |
| 15   | Aston Villa          | 39  | 42 | 13 | 13 | 16 | 58 | 71 | -13  |
| 16   | Blackburn Rovers     | 35  | 42 | 11 | 13 | 18 | 53 | 66 | -13  |
| 17   | Everton              | 35  | 42 | 12 | 11 | 19 | 40 | 60 | -20  |
| 18   | Leeds United         | 34  | 42 | 11 | 12 | 19 | 46 | 59 | -13  |
| 19   | Burnley              | 34  | 42 | 11 | 12 | 19 | 46 | 75 | -29  |
| 20   | Arsenal              | 33  | 42 | 14 | 5  | 23 | 46 | 58 | -12  |
| 21   | Preston North End    | 26  | 42 | 10 | 6  | 26 | 37 | 74 | -37  |
| 22   | Nottingham Forest    | 24  | 42 | 6  | 12 | 24 | 29 | 65 | -36  |

|  | Champion d'Angleterre |
|  | Relégation            |

### Meilleur buteur
- Frank Roberts, Manchester City, 31 buts

## Bilan de la saison
| Tableau d'Honneur                    |                   |
| Compétition                          | Vainqueur         |
| Championnat d'Angleterre de football | Huddersfield Town |
| Coupe d'Angleterre de football       | Sheffield United  |
| Charity Shield                       | Professionnals XI |

| Promotions et relégations |                                     |
| Promus                    | Leicester City Manchester United    |
| Relégués                  | Preston North End Nottingham Forest |

## Sources
- Classement sur rsssf.com